# Serowe
Serowe är en stad i östra Botswana, administrativ huvudort för distriktet Central.
Serowe grundades 1902 av Khama III, som flyttade bamangwatostammens huvudstad hit från Phalatswe (Old Palaye). Staden ligger vid foten av berget Thathaganyana Hill, på ruinerna av en bosättning från 1000-talet. Den sydafrikanska författaren Bessie Head skrev om Serowe i flera av sina verk, däribland Serowe, Village of the Rain Wind.
I Serowe finns Khama III Memorial Museum, ett museum över släkten Khama som öppnade 1985, och kyrkan London Missionary Society Church. På Thathaganyana Hill ligger den kungliga kyrkogården, där Botswanas förste president Seretse Khama och Khama III ligger begravna. Utanför staden ligger Khama Rhino Sanctuary, ett 4 300 hektar stort reservat för noshörningar som öppnade 1992. Förutom noshörningar finns också zebror, giraffer, gnuer, impalor, kudu, elandantiloper, strutsar, hyenor, leoparder och över 200 fågelarter i parken.